# Liste der denkmalgeschützten Objekte in Geras
Die Liste der denkmalgeschützten Objekte in Geras enthält die 19 denkmalgeschützten, unbeweglichen Objekte der niederösterreichischen Stadt Geras.

## Denkmäler
| Foto  |                 | Denkmal                                                                        | Standort                                      | Beschreibung | Metadaten |
| ----- | --------------- | ------------------------------------------------------------------------------ | --------------------------------------------- | --- | --- |
| ja    | Datei hochladen | Ortskapelle Dallein HERIS-ID: 49588 Objekt-ID: 53470                           | gegenüber Dallein 5 Standort KG: Dallein      | Die Ortskapelle von Dallein, mit Westturm, Satteldach und eingezogenem Rundschluss, wurde im späten 19. Jahrhundert gebaut. Der Innenraum ist flachgedeckt. In der Apsiskalotte ist ein profilierter Stuckspiegel zu sehen. Zur Ausstattung zählen ein Leinwandbild der Heiligen Familie, signiert mit J. K. 1874, und eines des hl. Laurentius, das ebenfalls aus der zweiten Hälfte des 19. Jahrhunderts stammt. | BDA-Hist.: Q38034813 Status: § 2a Stand der BDA-Liste: 2025-06-30 Name: Ortskapelle Dallein GstNr.: 1 Ortskapelle Dallein                                              |
| ja BW | Datei hochladen | Villa, sog. Barockschlössl HERIS-ID: 45383 Objekt-ID: 46703                    | Bahnstraße 9 Standort KG: Geras               | Der von einer Mauer umgebene, zweigeschoßige, kubische Bau aus dem späten 18. Jahrhundert ist durch ein Walmdach gedeckt und hat ein genutetes Erdgeschoß, ein Obergeschoß mit Lisenen und Eckquaderung, Fenster mit gerader Verdachung und palmettenbesetzten Parapeten sowie eine vorgestellte Doppelfreitreppe mit Balustraden und Volutenanläufen. Die Räume im Erdgeschoß verfügen über flache Kreuzgratgewölbe. | BDA-Hist.: Q38015469 Status: Bescheid Stand der BDA-Liste: 2025-06-30 Name: Villa, sog. Barockschlössl GstNr.: 650 Barockschlössl (Geras, ObjektID: 46703)             |
| ja    | Datei hochladen | Figurenbildstock Maria Immaculata HERIS-ID: 61044 Objekt-ID: 73445             | bei Bahnstraße 10 Standort KG: Geras          | An der Straße nach Drosendorf steht auf einer Kompositsäule eine Immaculata-Figur aus der Zeit um 1650. | BDA-Hist.: Q38094106 Status: § 2a Stand der BDA-Liste: 2025-06-30 Name: Figurenbildstock Maria Immaculata GstNr.: 13/1 Geras Maria Immaculata (ObjektID: 73445)        |
| ja    | Datei hochladen | Aufnahmsgebäude Geras-Kottaun HERIS-ID: 49720 Objekt-ID: 53770                 | Bahnstraße 26 Standort KG: Geras              | Das im späten 19. Jahrhundert errichtete Aufnahmsgebäude der Lokalbahn Retz-Drosendorf hat einen höheren Giebelrisalit und einen integrierten Balkon sowie zum Bahnkörper hin einen pultgedeckten Ständerbau mit seitlicher Verglasung. | BDA-Hist.: Q55442159 Status: Bescheid Stand der BDA-Liste: 2025-06-30 Name: Aufnahmsgebäude Geras GstNr.: 1069 Bahnhof Geras-Kottaun                                   |
| ja    | Datei hochladen | Anlage Prämonstratenser-Chorherrenstift Geras HERIS-ID: 77131 Objekt-ID: 90747 | Hauptstraße 1 Standort KG: Geras              | Das Stift Geras wurde 1153 als Tochterkloster von Seelau durch Ekbert und Ulrich von Pernegg gegründet und mit Seelauer Chorherren besiedelt. Es bildete mit dem zehn Kilometer entfernten Frauenkloster Pernegg ein Doppelkloster. Es wurde zum Teil auf einem alten slawischen Gräberfeld errichtet. Auch der nördlich des Stifts stehende Schüttkasten Geras steht unter Denkmalschutz. | BDA-Hist.: Q688639 Status: § 2a Stand der BDA-Liste: 2025-06-30 Name: Anlage Prämonstratenser-Chorherrenstift Geras GstNr.: 1, 2, 3, 4, 5, 1034/14 Stift Geras         |
| ja    | Datei hochladen | Rathaus HERIS-ID: 49722 Objekt-ID: 53772                                       | Hauptstraße 16 Standort KG: Geras             | Das spätbiedermeierliche Rathaus hat eine Eck- und Geschoßquaderung sowie gerautete Parapetfelder im Obergeschoß. | BDA-Hist.: Q38035688 Status: § 2a Stand der BDA-Liste: 2025-06-30 Name: Rathaus GstNr.: 117 Geras Rathaus (ObjektID: 53772)                                            |
| ja    | Datei hochladen | Pranger HERIS-ID: 61055 Objekt-ID: 73456                                       | Hauptstraße 1, in der Nähe Standort KG: Geras | Die mit 1824 bezeichnete Säule steht auf einem Plätzchen südlich des Stiftsportals. Sie stammt vermutlich aus dem 17. Jahrhundert. Es handelt sich um einen abgefasten Pfeiler, der mit einer gekehlten Platte und einer Kugel bekrönt wurde. Die Kugel wurde lt. Auskunft der Gemeinde 2007 wegen Baufälligkeit durch eine Figur ersetzt. | BDA-Hist.: Q38094162 Status: § 2a Stand der BDA-Liste: 2025-06-30 Name: Pranger GstNr.: 1034/2 Pillory in Geras, Lower Austria                                         |
| ja    | Datei hochladen | Mariensäule HERIS-ID: 61040 Objekt-ID: 73441                                   | vor Hauptstraße 1 Standort KG: Geras          | Am Kirchenplatz steht auf einer korinthischen Säule auf hohem Postament eine Figur der Maria mit Kind. Das Denkmal trägt ein reliefiertes Wappen des Stiftes Geras und eine Kartusche mit einer Stifterinschrift, laut der es 1653 erbaut wurde. | BDA-Hist.: Q38094068 Status: § 2a Stand der BDA-Liste: 2025-06-30 Name: Mariensäule GstNr.: 2 Geras Mariensäule (ObjektID: 73441)                                      |
| ja    | Datei hochladen | Figurenbildstock Mariensäule HERIS-ID: 61042 Objekt-ID: 73443 marterl.at: 9101 | gegenüber Stiftstraße 17 Standort KG: Geras   | Die Mariensäule am sogenannten Stierplatz wurde 1595 errichtet. Über einem quadratischen Sockel erhebt sich eine Säule mit Blattkapitell, auf der eine steinerne Marienstatue ruht. | BDA-Hist.: Q38094094 Status: § 2a Stand der BDA-Liste: 2025-06-30 Name: Figurenbildstock Mariensäule GstNr.: 646/2 Geras Mariensäule (ObjektID: 73443)                 |
| ja    | Datei hochladen | Figurenbildstock HERIS-ID: 61041 Objekt-ID: 73442 marterl.at: 8330             | Vorstadt Standort KG: Geras                   | Der Figurenbildstock am Weg zum Friedhof wurde im 17. Jahrhundert errichtet und 1986/1987 an seinen heutigen Standort versetzt. Auf einem Sockel erhebt sich eine Steinsäule mit bekrönender Marienfigur. | BDA-Hist.: Q38094081 Status: § 2a Stand der BDA-Liste: 2025-06-30 Name: Figurenbildstock GstNr.: 1035/8 Geras Figurenbildstock (ObjektID: 73442)                       |
| ja    | Datei hochladen | Meierhof HERIS-ID: 49724 Objekt-ID: 53774                                      | Vorstadt 1 Standort KG: Geras                 | Der nach einem Brand von 1643 angelegte, vierflügelige Meierhof befindet sich im Bereich der Vorstadt. Er hat einen mit 1666 bezeichneten Torturm mit tonnengewölbter Einfahrt, profilieren Ecklisenen und einem Giebelaufsatz mit seitlichen Pilastern. Unter dem Giebel ist das Doppelwappen des Stiftes Geras zu sehen. Die Innenräume verfügen über kreuzgratgewölbte Räume des 17. Jahrhunderts und Platzlgewölbe aus der zweiten Hälfte des 18. Jahrhunderts. Anmerkung: Lt. der vom BDA angegebenen Grundstücksnummer ist nur der östliche Trakt denkmalgeschützt. | BDA-Hist.: Q38035702 Status: § 2a Stand der BDA-Liste: 2025-06-30 Name: Meierhof GstNr.: 16 Geras Meierhof                                                             |
| ja    | Datei hochladen | Friedhofskapelle HERIS-ID: 49726 Objekt-ID: 53785                              | bei Vorstadt 3 Standort KG: Geras             | Die neugotische Friedhofskapelle hat einen dreiseitigen Schluss, Fialen, spitzbogige Maßwerkfenster und ein übergiebeltes, profiliertes Rundbogenportal. Sie wurde im späten 19. Jahrhundert errichtet. | BDA-Hist.: Q38035714 Status: § 2a Stand der BDA-Liste: 2025-06-30 Name: Friedhofskapelle GstNr.: 19 Geras Friedhofskapelle                                             |
| ja    | Datei hochladen | Hotel, ehem. Schüttkasten HERIS-ID: 49725seit 2023                             | Vorstadt 11 Standort KG: Geras                | Der 1668–1670 errichtete 17-achsige Schüttkasten mit Kranzgesims wurde in den 1970ern zum Hotel umgewandelt. | BDA-Hist.: Q1401439 Status: § 2a Stand der BDA-Liste: 2025-06-30 Name: Hotel, ehem. Schüttkasten GstNr.: 40 Schüttkasten Geras                                         |
| ja    | Datei hochladen | Ortskapelle hl. Anna HERIS-ID: 49768 Objekt-ID: 53875                          | neben Goggitsch 35 Standort KG: Goggitsch     | Die in der ersten Hälfte des 19. Jahrhunderts errichtete Ortskapelle hl. Anna in Goggitsch ist ein nach Norden ausgerichteter Bau mit einem vorgebauten Südturm, der von einem Schallgeschoß mit Pyramidendach bekrönt wird. Die Kapelle hat ein gekehltes Traufgesims, rundbogige Fenstern und einen Dreiachtelschluss. Der Innenraum verfügt über ein Tonnengewölbe mit Stichkappen. | BDA-Hist.: Q38035933 Status: § 2a Stand der BDA-Liste: 2025-06-30 Name: Ortskapelle hl. Anna GstNr.: 147                                                               |
| ja    | Datei hochladen | Pfarrhof HERIS-ID: 49870 Objekt-ID: 54131                                      | Harth 2 Standort KG: Harth                    | Der Pfarrhof von Harth, errichtet in der Zeit um 1670, ist ein zweigeschoßiger Bau mit reicher Stuckkartuschenrahmung um die Fenster. Der Innenraum verfügt über ein Tonnengewölbe mit Stichkappen. Westlich liegt eine ehemalige Kapelle mit Kreuzgratgewölbe und Stuckdekoration aus der Bauzeit. | BDA-Hist.: Q38036597 Status: § 2a Stand der BDA-Liste: 2025-06-30 Name: Pfarrhof GstNr.: 3                                                                             |
| ja    | Datei hochladen | Kath. Pfarrkirche hl. Rochus HERIS-ID: 49869 Objekt-ID: 54130                  | neben Harth 2 Standort KG: Harth              | Die Pfarrkirche hl. Rochus ist ein genordeter Saalbau mit eingezogenem, gleich hohem Chor in spätbarocken Formen mit westlichem Turm. Sie ist an den im Westen liegenden älteren Pfarrhof angebaut und von weitläufigen Gärten umgeben. Der schlichte Bau verfügt über profiliertes Traufgesims, Ecklisenen, Rundbogenfenster und ein Satteldach. | BDA-Hist.: Q38036588 Status: § 2a Stand der BDA-Liste: 2025-06-30 Name: Kath. Pfarrkirche hl. Rochus GstNr.: 1 Pfarrkirche Harth (Geras)                               |
| ja    | Datei hochladen | Bildstock HERIS-ID: 61166 Objekt-ID: 73576                                     | Standort KG: Harth                            | Am nördlichen Dorfausgang von Harth steht ein spätgotischer Tabernakelpfeiler (Raaberkreuz) mit einem Steinkreuz und Inschrift aus dem Jahr 1598. | BDA-Hist.: Q38094685 Status: § 2a Stand der BDA-Liste: 2025-06-30 Name: Bildstock GstNr.: 1435 Tabernakelpfeiler Harth (Geras)                                         |
| ja    | Datei hochladen | Bildstock HERIS-ID: 61065 Objekt-ID: 73466                                     | Standort KG: Hötzelsdorf                      | Der Bildstock nördlich von Hötzelsdorf – ein Breitpfeiler mit Satteldach, Dreieckgiebel und einer segmentbogigen Öffnung zwischen Pilastern – beherbergt eine Johannes-Nepomuk-Figur aus Holz, die in der zweiten Hälfte des 18. Jahrhunderts geschaffen wurde. Anmerkung: Die Figur aus dem 18. Jahrhundert ist im September 2001 gestohlen worden. Am 18. September 2005 erfolgte die Einweihung einer neuen Nepomuk-Holzfigur. | BDA-Hist.: Q38094186 Status: § 2a Stand der BDA-Liste: 2025-06-30 Name: Bildstock GstNr.: 565/14 Wayside shrine Hötzelsdorf                                            |
| ja    | Datei hochladen | Aufnahmsgebäude Hötzelsdorf-Geras HERIS-ID: 49954 Objekt-ID: 54334             | Hötzelsdorf 41 Standort KG: Hötzelsdorf       | Das zweigeschoßige Aufnahmsgebäude des Bahnhofs Hötzelsdorf-Geras wurde um 1885 erbaut. Es verfügt über einen Giebelrisalit und Eckquaderung. | BDA-Hist.: Q106806120 Status: Bescheid Stand der BDA-Liste: 2025-06-30 Name: Aufnahmsgebäude Hötzelsdorf-Geras GstNr.: 715/8 Aufnahmsgebäude Bahnhof Hötzelsdorf-Geras |